# Løgismose Meyers
Løgismose Meyers er en dansk fødevarevirksomhed baseret i København. Den producerer og sælger en lang række fødevareprodukter under navnene Løgismose og Meyers. Den ejer kæden Meyers Bageri, Meyers Diner og Meyers Madhus.

## Historie
Virksomheden blev etableret, da den britiske kapitalfond IK Investment Partners købte Løgismose fra familien Grønlykke samt størstedelen af Claus Meyers kulinariske aktiviteter. Tørk Eskild Furhauge overtog efter Steen Halbye som administrerende direktør i september 2016.

## Aktiviteter
Løgismose har et samarbejde med Salling Group mens Meyers har et samarbejde med Coop.
Meyers Catering driver kantiner, restauranter, caféer og barer. Meyers Køkken leverer catering til virksomheder og private. Meyers Bageri er en kæde af økologiske bagerier i København. Meyers Deli har to lokationer.